# Estádio Mohamed Hamlaoui
O Estádio Chahid Hamlaoui (em árabe: ملعب الشهيد حملاوي) é um estádio multiuso localizado na cidade de Constantina, na Argélia. Inaugurado em 5 de julho de 1973, é oficialmente a casa onde os clubes locais Club Sportif Constantinois e Mouloudia Olympique de Constantine mandam seus jogos oficiais por competições nacionais e continentais. Além disso, o estádio será uma das sedes oficiais do Campeonato das Nações Africanas de 2022, que será realizado no país entre janeiro e fevereiro do referido ano.
Conta com capacidade máxima para 22 986 espectadores.